# Zia Soares
Zia Soares (Bié, 1972) é cofundadora, diretora artística, encenadora e atriz do Teatro Griot, primeira companhia teatral em Portugal a ter uma mulher negra como diretora artística. Foi também cofundadora do teatro Praga, companhia teatral onde esteve como encenadora e actriz, de 1994 a 2000.

## Biografia
Soares nasceu na província de Bié, em Angola. Frequentou o curso de filosofia na Faculdade de Letras da Universidade de Lisboa (FLUL) e o mestrado de Artes Cénicas da Faculdade de Ciências Sociais e Humanas da Universidade Nova de Lisboa (FCSH/UNL).
Além do teatro, também as artes circences, pela Amsterdam Balloon Company, além do ballet e da percussão, que realizou junto a Companhia de Ballet da Guiné-Bissau, fazem parte do seu percurso enquanto artista. Soares ainda participou da Os Sátyros, companhia de Teatro de São Paulo.
Zia Soares começou cedo nos palcos, uma vez que seu pai fazia parte de um grupo de teatro amador. Aos 11 anos, Soares encenou pela primeira vez no Teatro São Luiz, em Lisboa.
Pocas Pascoal, João Botelho, Pedro Filipe Marques, Uli Decker e Romano Casselis são alguns dos nomes ligados ao cinema com quem Zia trabalhou. A artista angolana colabora com os artistas visuais Kiluanji Kia Henda, Mónica de Miranda e Neusa Trovoada. Zia é uma artista apoiada por um dos projetos cofinanciados pelo Programa Europa Criativa da União Europeia, apap - Feminist Futures.
Em 2021 participou das mesas redondas ao redor do filme de Graça Castanheira, "Pele Escura – Da Periferia para o Centro", sobre os temas do racismo e do pós-colonialismo, realizadas no Centro Cultural de Belém. 

## Reconhecimentos e prêmios
Em 2021 Zia Soares foi uma das convidadas do Presidente da República portuguesa, Marcelo Rebelo de Sousa, para participar do programa "Mulheres de Coragem", cujos encontros são realizados no Museu dos Coches e visam "destacar o lugar e a dignidade das mulheres na sociedade portuguesa". 
No ano seguinte, foi homenageada pela Associação de Mulheres Empreendedoras Europa/África, com o prémio Mérito às Mulheres, e viu ainda a peça O Riso dos Necrófagos, ser distinguida como “Melhor Espetáculo 2021/2022”, no âmbito do Premio Internazionale Teresa Pomodoro, em Milão, Itália.

## Obras
Atriz (cinema):
- O Lugar que Ocupas - filme por Pedro Filipe Marques[9]

Atriz (teatro):
- Os Negros[10]
- Posso saltar do meio da escuridão e morder [11]
- Que Ainda Alguém Nos Invente[12]
- Os Negros (2017)[13]
- Luminoso Afogado (2016 e 2018)[14]
- Ruínas[15]
- As confissões verdadeiras de um Terrorista Albino (2014)[16]
- A Raça Forte[17]
- Faz escuro nos olhos (2021)[18]
- Trópicos Mecânicos (Mueda) (2021)[19]

Diretora:
- Uma Dança das Florestas (2022)[20]
- O Riso dos Necrófagos (2021)[21]
- Luminoso Afogado (2016)[22] [23]

Encenadora e autora:
- Gestuário I (2018) produção Instituto da Mulher Negra em Portugal (INMUNE )[24]
- Gestuário II (2019) coprodução Instituto da Mulher Negra em Portugal (INMUNE) /BoCA – Biennial of Contemporary Arts[24]

## Ligações Externas
- Teatro Praga
- Teatro Griot